# НИИ прикладной механики имени В. И. Кузнецова

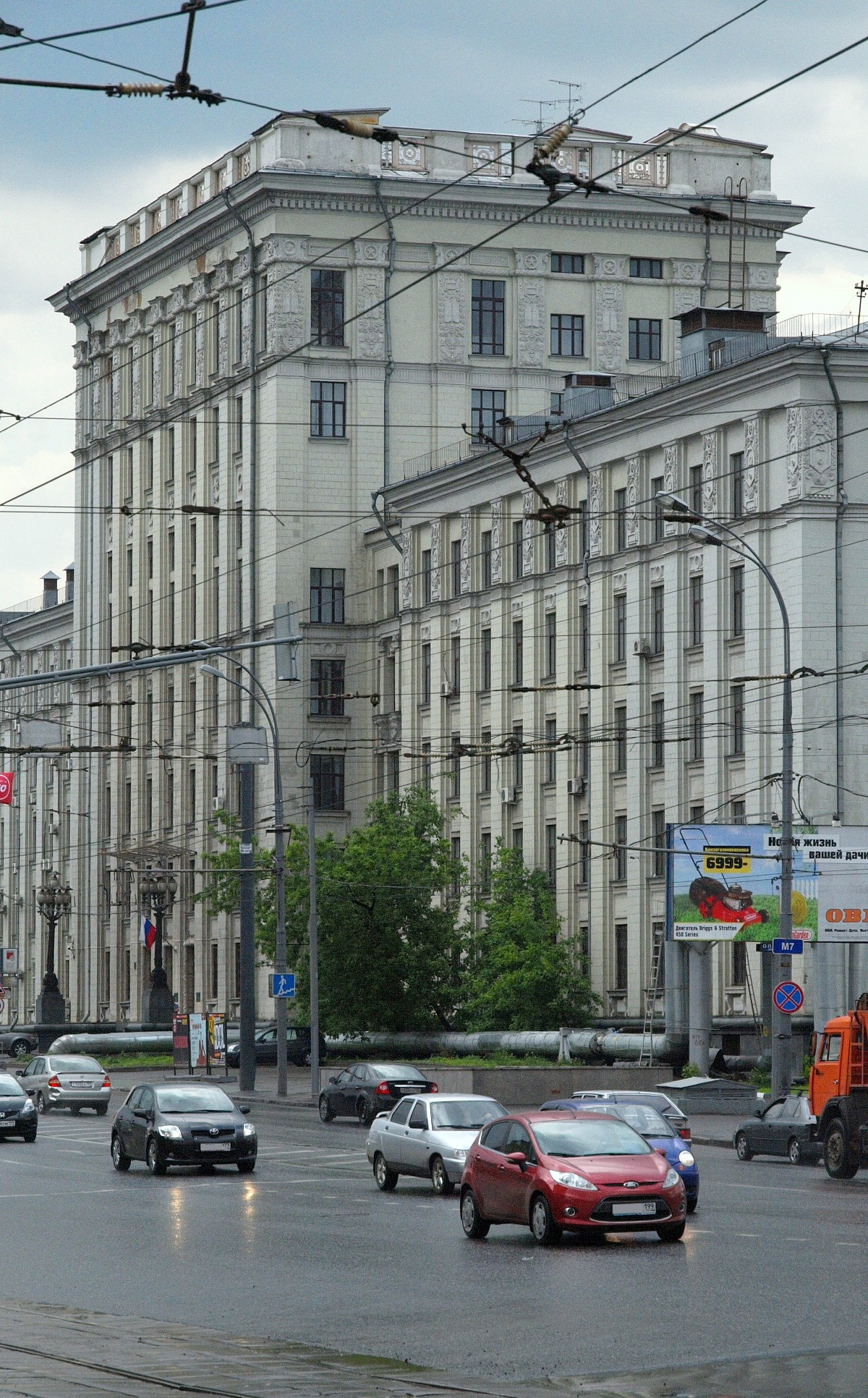
Главный корпус НИИ ПМ в 1955-2005 годы по адресу шоссе Энтузиастов, 42.

Научно-исследовательский институт прикладной механики имени академика В. И. Кузнецова — советское и российское предприятие, ведущее исследования в области гироскопических приборов и инерциальной навигации для ракетно-космической, авиационной, судостроительной и других видов техники.
За период своей деятельности (1955-2005 годы) институтом выполнено большое количество правительственных заказов, как в области оборонной ракетно-космической техники, так и для мирного освоения космического пространства. Были созданы комплексы гироскопических систем для обеспечения полетов первого спутника Земли, первого космонавта Ю. Гагарина и для всех последующих пилотируемых космических аппаратов, космических станций, в том числе и международных (Космос, Союз, Салют, Метеор, Молния, Мир, МКС и др.).
С 2006 года — филиал ФГУП «ЦЭНКИ».

## История
В 1946 году для разработки гироскопических командных приборов баллистических ракет в НИИ-10 был создан отдел № 2. В 1947 году его возглавил В. И. Кузнецов, соратник С. П. Королёва, член неформального Совета главных конструкторов по ракетно-космической технике. В 1953 году отдел преобразован в специальное конструкторское бюро (СКБ НИИ-10), на базе которого в сентябре 1955 года создан Научно-исследовательский институт гироскопической стабилизации (НИИ-944) в составе Министерства судостроительной промышленности. Главным конструктором НИИ назначен В. И. Кузнецов.
Коллективом института разработаны гироскопические приборы для ракет Р-7 и Р-7А: гировертикант И55-1, гирогоризонт И11-1А-3, датчики регулятора скорости И12-6-3, И12-7-3. В 1957 году ракетой Р-7 осуществлён запуск первого в мире искусственного спутника Земли.
В 1960 году заступила на боевое дежурство ракета средней дальности Р-12, которая была оборудована разработанной НИИ-944 полностью автономной инерциальной системой управления. Эти технические решения легли в основу гироприборов для межконтинентальной баллистической ракеты Р-9.
В июле 1960 года «за создание и освоение производства высокоточных приборов» институт награждён орденом Ленина, а в июне 1961 года — орденом Трудового Красного Знамени «за успешное выполнение заданий правительства по созданию специальной техники».
В 1963 году принята в эксплуатацию ракета Р-16У. Чтобы обеспечить необходимую точность попадания при дальности полёта 10 тыс. км без применения радиокоррекции и при минимальном времени готовности, создан принципиально новый гироприбор — гиростабилизированная платформа КИ21-9. На основе этих технических решений в институте разработаны элементы системы управления ракеты Р-36, точностные характеристики которых были повышены приблизительно в 2 раза по сравнению с приборами для Р-16, а также гироплатформа для ракеты УР-100 с гироблоком и гироинтегратором на поплавковом подвесе.
С 1965 года — Научно-исследовательский институт прикладной механики (НИИ ПМ) в составе Министерства общего машиностроения СССР. Предприятие длительное время (до 1991 года) являлось головным предприятием Министерства общего машиностроения СССР по исследованиям и созданию гироскопической техники для РКТ. В состав НИИ ПМ в разное время входили филиалы в городе Миассе и в городе Осташкове, ставшие впоследствии самостоятельными предприятиями отрасли. НИИ ПМ оказал влияние на развитие и становление других основных предприятий отрасли в городах Саратове, Омске, Томске, Бердске, Ленинграде. 
В 1992 году институту присвоено имя его основателя, академика В. И. Кузнецова.